# Jumpei Yoshizawa
Jumpei Yoshizawa (吉澤 純平, Yoshizawa Junpei) est un patineur de vitesse sur piste courte japonais.

## Biographie
Il participe aux épreuves de patinage de vitesse sur piste courte aux Jeux olympiques de 2010.